# Adiponectine
L’adiponectine est une adipocytokine, c’est-à-dire une molécule produite par le tissu adipeux, qui est impliquée, entre autres, dans la régulation du métabolisme des lipides et du glucose.

## Généralités
L’adiponectine a été découverte dans les années 1990 par quatre groupes de recherche indépendants et c’est pour cette raison que différentes appellations lui ont été données : AdipoQ, Acr30(Adipocyte Complement-Related protein of 30 kD), APM1 (AdiPose Most abundant gene transcript 1), et GBP28(Gelatin-Binding Protein of 28 kD). Elle appartient à la famille des protéines contenant des séquences homologues au domaine globulaire de la protéine Cq1. Cette hormone est un polypeptide de 244 acides aminés dont le poids moléculaire représente environ 28 kilodaltons. Son gène est situé sur le chromosome 3 humain, précisément sur le locus 3q27 et s’étale sur 16 kilobases composés de 3 exons et de 2 introns. Récemment, un locus de susceptibilité pour le diabète de type 2 et le syndrome métabolique a été déterminé sur le même locus où se trouve le gène codant l’adiponectine. Ceci signifie que des mutations au niveau du gène de cette hormone pourraient être impliquées dans certains désordres métaboliques.

## Structure
La protéine est composée de 4 domaines : une séquence de signal sur la région amine terminale suivie d’une région variable sans spécificité, d’un domaine collagène et d’un domaine globulaire carboxyle terminal. Le domaine C-terminal est doté de l’essentiel de l’activité biologique de l’hormone. L’adiponectine se retrouve dans le plasma sous diverses formes moléculaires : une forme monomérique de 30kDa et une forme multimérique (monomères d’adiponectine organisés en une structure grâce à des ponts disulfures). Parmi les multimères, on distingue les hexamères (190 kDa) et les formes de haut poids moléculaire (> 300 kDa). Ces structures sont retrouvées dans le plasma et plusieurs études démontrent que la majorité de l’adiponectine circulante se retrouve sous forme de complexes de haut poids moléculaire (> 80 %). Par contre, on ne connaît pas encore les rôles physiologiques et les facteurs de régulation de ces formes circulantes d’adiponectine.

## Sécrétion et expression
L’adiponectine est majoritairement sécrétée par le tissu adipeux, mais aussi par des cellules non adipeuses comme les ostéoblastes, et compte pour 0,01 % des protéines plasmatiques totales chez l’humain. Chez un individu en bonne santé, ses concentrations se situent entre 5 et 10 μg/ml. Il semble que l'exposition au froid stimule sa production. Sa synthèse est régulée par plusieurs mécanismes faisant intervenir d’autres molécules. Par exemple, l’insuline et l’IGF-1 (Insulin-like Growth Factor-1) l’augmentent, alors que les glucocorticoïdes et le TNF-alpha la diminuent. De plus, les niveaux plasmatiques d’adiponectine dépendent de la quantité de la masse grasse, ce qui suggère un lien avec l’obésité. Cependant, à l’inverse des autres adipocytokines, les concentrations d’adiponectine sont diminuées chez les individus obèses. Cette relation inverse entre les concentrations d’adiponectine et le niveau d’adiposité semble s’expliquer par la présence d’une boucle de rétroaction inhibitrice permettant le contrôle de l’expression et de la sécrétion d’adiponectine. L’hypothèse actuelle est qu’une augmentation de l’adiposité engendre une rétro-inhibition de la production d’adiponectine. De ce fait, l’augmentation des concentrations d’adiponectine observée lors d’une perte de poids pourrait s’expliquer par le fait qu’une diminution de l’adiposité augmenterait la sensibilité à l’insuline des adipocytes ce qui permettrait une plus grande sécrétion d’adiponectine,. De plus, des différences sexuelles ont été rapportées dans les concentrations plasmatiques d’adiponectine et ce indépendamment de la quantité de graisse corporelle, les femmes étant caractérisées par des concentrations plus élevées. Cette différence pourrait s’expliquer par le fait que les androgènes exerceraient un effet inhibiteur sur l’adiponectine. Finalement, la concentration plasmatique d'adiponectine est, par rapport aux témoins dans les études, abaissée chez les diabétiques, les obèses et les malades ayant des atteintes coronaires.

## Récepteurs
Pour exercer ses effets biologiques, l’adiponectine doit se lier à des récepteurs et il semble probable que des altérations au niveau de ceux-ci modifient les effets biologiques de l’hormone. Ces récepteurs se nomment AdipoR1 et AdipoR2. L’AdipoR1 est abondamment exprimé dans le muscle, alors que l’AdipoR2 est exprimé en grande quantité dans le foie. L’expression de ces deux récepteurs semble dépendre des niveaux d’insuline, car ils sont retrouvés en moindre quantité dans les modèles de souris diabétiques.

## Actions sur le métabolisme

### Action sur l'insulinorésistance
Un taux d'adiponectine élevé diminuerait le risque de diabète de type II. De façon générale, l’adiponectine exerce son rôle antidiabétique au niveau du foie et du muscle squelettique en augmentant la sensibilité à l’insuline de ces organes. Au niveau hépatique, elle contribue à diminuer la production de glucose et à réduire le contenu en triglycérides pour ainsi favoriser une augmentation de la sensibilité à l’insuline. Dans le muscle squelettique, l’adiponectine permet une augmentation de l’entrée de glucose et une augmentation de l’oxydation des acides gras, phénomènes contribuant également à améliorer la sensibilité à l’insuline. De plus, l’insulino-résistance est caractérisée par une augmentation des acides gras libres dans le plasma et dans les muscles, ce qui induit une accumulation de lipides dans les organes. De par ces actions antidiabétiques, l’adiponectine empêche le développement d’une lipotoxicité. Les mécanismes moléculaires impliqués dans ces effets métaboliques sont peu connus, mais certaines études ont établi un lien avec l’AMPK (AMP-activated protein kinase), une enzyme clé dans la régulation du métabolisme des glucides et des lipides. Via l’activation de l’AMPK, l’adiponectine joue un rôle important dans la régulation de l’oxydation des acides gras. L’AMPK possède la capacité de phosphoryler et d’inactiver l’ACC (Acétyl-Coenzyme A Carboxylase) diminuant ainsi les concentrations du malonyl-CoA, dont la production nécessite la présence de l’enzyme ACC. Une diminution du malonyl-CoA engendre d’importantes répercussions sur l’oxydation des acides gras puisque celui-ci est un inhibiteur de la CPT-1 (Carnitine palmitoyltransférase-1) qui contrôle l’entrée des acides gras dans la mitochondrie. Ainsi, lorsque l’activité de l’ACC est inhibée, les concentrations de malonyl-CoA s’abaissent, la CPT-1 n’est plus inhibée et une quantité plus grande d’acides gras peut être oxydée. De ce fait, une diminution des triglycérides musculaires et hépatiques peut contribuer à améliorer la transduction du signal de l’insuline. L'adiponectine augmente aussi la translocation des transporteurs GLUT4 du cytoplasme vers la membrane plasmique et facilite ainsi la captation de glucose par les tissus.

### Action anti-athéromateuse et anti-inflammatoire
De nombreuses études ont démontré les propriétés antiathérogéniques et anti-inflammatoires de l’adiponectine via ses effets sur d’autres cytokines comme le TNF-alpha ou la CRP. L'adiponectine inhibe la constitution de la plaque d'athérome et de l'athérosclérose par deux mécanismes :
- inhibition de la formation athéromateuse au contact de l'intima par répression de l'expression des cytokines pro-inflammatoires et des molécules d'adhésion ;
- inhibition de l'incorporation du cholestérol par répression de l'expression des récepteurs du LDL.

L’adiponectine module directement ou indirectement les cascades inflammatoires en modifiant l’action et la production de cytokines inflammatoires, pouvant donc jouer un rôle dans le processus d’athérosclérose. Également, elle a été associée à la dyslipidémie dans plusieurs études ainsi qu’à l’hypertension ce qui fait dire qu’il existe une forte corrélation entre les niveaux sanguins d’adiponectine et les composantes du syndrome métabolique.
L’adiponectine pourrait donc prédire un certain nombre de maladies métaboliques ou ses conséquences. L’association entre les niveaux circulants d’adiponectine et les complications métaboliques associées à l’obésité est claire. Le taux sanguin de certaines isoformes d'adiponectine est ainsi corrélé avec la présence d'une maladie coronarienne, mais cette corrélation reste faible et n'est pas observée chez les femmes.

### Action anti-stress
Cette hormone aurait une action sur le stress et l'anxiété en « éteignant » la peur associée à une situation traumatisante.

### Effets osseux
Le taux sérique d'adiponectine semble inversement corrélée à la densité minérale osseuse (DMO) chez l'homme. 
Une étude s'est basée sur 320 hommes  et de 271 femmes ménopausées de la cohorte InCHIANTI qui incluait des mesures de la densité minérale osseuse (à partir d'un scanner quantitatif du tibia), des mesures de la composition corporelle (par bioimpédenziométrie) et un dosage radioimmunologique de l'Adiponectine, faite en excluant les diabétiques, les porteurs d' hyperthyroïdies auxquels a été prescrit un traitement hormonal substitutif ou une corticothérapie. Elle a évalué la corrélation entre taux d'adiponectine et DMO totale, trabéculaire et corticale (en contrôlant les facteurs de confusion potentiels tels qu'âge, indice de masse corporelle, consommation d'alcool, masse grasse, tabagisme). Selon cette étude l'adiponectine sérique n'est pas associée à la densité osseuse chez l'homme, mais l'est chez la femme (après correction pour les facteurs de confusion potentiels) pour la densité trabéculaire et corticale.

## Identité dans les banques de données
- Entrez Protein (RefSeq) : NP_004788
- Unigene : Hs.80485
- Entrez Nucleotide (Corenucleotide) :NM_004797